# Fiskarfjärden

Fiskarfjärden är en fjärd i Östra Mälaren.
Fiskarfjärden begränsas av Ekerö och södra Lovön i väst, Vårberg och Skärholmen i öst och ön Kungshatt i norr. Fjärden går in mellan Kungshatt och Sätra. I syd vid ön Estbröte övergår den i  Vårbyfjärden. Via Tappström har den en förbindelse med Långtarmen. Största vattendjup ligger på cirka 25 meter (strax söder om Kungshatt). Vid Fiskarfjärden ligger Sätrabadet, Skärholmens gård och det sedan 1935 nedlagda Sätra varv. Här finns även två båtklubbar; Fiskarfjärdens båtklubb och Sätra Båtsällskap.